# Ozarba rectifasciata
Ozarba rectifasciata är en fjärilsart som beskrevs av Le Cerf 1911. Ozarba rectifasciata ingår i släktet Ozarba och familjen nattflyn. Inga underarter finns listade i Catalogue of Life.